# 26950 Legendre
26950 Legendre (1997 JH10) là một tiểu hành tinh vành đai chính được phát hiện ngày 11 tháng 5 năm 1997 bởi P. G. Comba ở Prescott.